# Хоккей на траве на летних Олимпийских играх 1952 (составы)
Хоккей на траве на летних Олимпийских играх 1952 (составы) — перечень составов двенадцать мужских команд-участников турнира по хоккею на траве летних Олимпийских играх 1952 года. Матчи проходили 15-25 июля на двух стадионах.

## Отбор
Участвовали 12 команд, которые 9 марта 1952 года отобрала Международная федерация хоккея. Десять сборных представляли Европу (Австрия, Бельгия, ФРГ, Великобритания, Нидерланды, Швейцария, Франция, Италия, Польша, Финляндия), две — Азию (Индия, Пакистан). Причём первоначально планировалось, что команд будет 13, и среди них значились сборные Испании, Дании, Аргентины и США. Однако они отказались от участия, и их места заняли находившиеся в резервном списке немцы, итальянцы и поляки.
Каждой стране было разрешено заявить команду из 18 игроков, и все они имели право на участие. Всего был заявлен 191 игрок, однако на данный момент известны только 144 участника и еще шесть игроков. В официальном отчете об этих Играх также указано 144 участника, но в «Индексе участников» значится 147 игроков. Австриец Герман Кнолль, бельгиец Жан-Жак Мук и поляк Тадеуш Адамски, согласно самому отчету, не участвовали в основном турнире. Австрийский игрок даже не указан в качестве участника в .
Всего на Играх в Хельсинки соревновались 144 (*) хоккеиста на траве из 12 стран:
- Австрия (11)
- Бельгия (11)
- Финляндия (11)
- Франция (13)
- Германия (15)
- Великобритания (13)
- Индия (14)
- Италия (11)
- Нидерланды (11)
- Пакистан (12)
- Польша (11)
- Швейцария (11)

## Состав команд
| место | Страна         | спортсмены |
| ----- | -------------- | --- |
| 1     | Индия          | Вратари Ранганатхан Фрэнсис Чинадорай Дешмуту Защитники Дхарам Сингх Рандхир Сингх Джентл Полузащитники Лесли Клаудиус Мелдрик Далуз Кешав Датт Говинд Перумал Нападающие Кунвар Дигвиджай Сингх Рагхбир Лал Мунисвами Раджагопал Балбир Сингх Удхам Сингх Граханандан Сингх Неизвестное амплуа Чаман Сингх К. С. Дьюби                                                      |
| 2     | Нидерланды     | Вратарь Лау Мюлдер Защитники Харри Деркс Хан Дрейвер Полузащитники Жюль Ансьон Дик Логгере Эдди Тил Нападающие Андре Бурстра Дик Эссер Рупи Крёйзе Вим ван Хел Лео Вери |
| 3     | Великобритания | Вратари Дерек Дей Грэм Дэддс Защитники Роджер Миджли Денис Карнилл Полузащитники Джон Кокетт Деннис Иган Энтони Робинсон Нападающие Джон Конрой Робин Флетчер Ричард Норрис Нил Ньюджент Энтони Нанн Джон Тейлор Неизвестное амплуа У. А. Линдсей-Смит П. Д. Р. Смит С. Т. Теобалд                                                                                           |
| 4     | Пакистан       | Манзур Хуссейн Атиф Jack Britto Абдул Хамид Шейх Махмуд-ул Хассан Asghar Ali Khan Muhammad Niaz Khan Хабиб Али Кидди Абдул Азиз Малик Абдул Латиф Мир Хабибур Рехман Латиф-ур Рехман Qazi Abdul Waheed |
| 5     | Германия       | Günther Brennecke (Гюнтер Бреннеке) Hugo Budinger Hugo Dollheiser Hans-Jürgen Dollheiser Wilfried Grube Friedrich Hidding Alfred Lücker (Альфред Люккер) Carl-Ludwig Peters Werner Rosenbaum (Вернер Розенбаум) Heinz Schmitz Heinz Schütz Rolf Stoltenberg (Рольф Штольтенберг) Wilhelm Suhren Heino Thielemann (Хайнрих (Хайно) Тилеман) Günther Ullerich (Гюнтер Уллерих) |
| 6     | Польша         | Antoni Adamski Eugeniusz Czajka Alfons Flinik Henryk Flinik Ян Флиник Narcyz Maciaszczyk Ян Малковяк Максимилиан Малковяк Рышард Маржец Bronisław Pawlicki Zdzisław WojdylakTadeusz Adamski Jerzy Siankiewicz Zdzisław Starzyński |
| 7     | Австрия        | Kurt Dvorak Karl Holzapfel (Карл Йоханн Хольцапфель) Walter Kaitna Alfred Knoll Иоганн Коллер Josef Matz (Йозеф Матц) Josef Pecanka (Йозеф Пеканка) Robert Pecanka (Роберт Пеканка) Ernst Schala (Эрнст К. Шала) Josef Schimmer Franz Strachota (Франц Якоб Маттиас Страхота)Hermann Knoll                                                                                   |
| 7     | Швейцария      | Jean-Pierre Bolomey Kurt Goldschmid Jean Grüner (Жан (Ханс) Грюнер) Rudolf Keller Fridolin Kurmann Kurt Müller Gilbert Recordon (Жильбер Рекордон) Jean-Pierre Roche Fritz Stuhlinger Hugo Vonlanthen Roger Zanetti (Роже Дзанетти) Karl Hofstetter |
| 9     | Бельгия        | Pierre Bousmanne José Delaval Jean Dubois Jean Enderle Roger Goossens Harold Mechelynck Roger Morlet Paul Toussaint Jean Van Leer Lucien van Weydeveld Jacques VanderstappenJacky Moucq Léo Rooman |
| 9     | Финляндия      | Вратари Эско Кивиахо Вейо-Ласси Холопайнен Неизвестное амплуа Хельге Корхонен Кейо Куусела Ристо Ламппу Кейо Лехтонен Рейно Линдроос Пентти Паасонен Тойво Салминен Эско Салминен Тауно Тимоска Эркки Хейккиля Каарло Эйниё Пентти Эло |
| 11    | Франция        | Bernard Boone Roger Capelle Jean-François Dubessay Claude Hauet Jean Hauet Michel Lacroix Robert Lucas Diran Manoukian Florio Martel André Meyer Philippe Reynaud Jacques Thieffry Jean Zizine Jean Desmasures |
| 11    | Италия         | Amedeo Banci Egidio Cosentino Vittorio Stellin Castellani Luigi Lanfranchi Sergio Formenti Umberto Micco Piervittorio Pampuro Gastone Puccioni Primo Meozzi Sergio Morra Giorgio Ravalli Piero Baglia-Bamberghi Luigi Piacentini Giampaolo Medda Mario Marchiori |